# توماس إس. هوغن
توماس إس. هوغن (بالإنجليزية: Thomas S. Hogan) هو سياسي أمريكي، ولد في 23 ديسمبر 1869، وتوفي في 25 سبتمبر 1957. انتخب عضو مجلس ولاية مونتانا.